# Музиченко Антон Олексійович
Антон Олексійович Музиченко (нар. 23 березня 1995, Київ, Україна) — український футболіст, захисник футбольного клубу «Чайка» (Петропавлівська Борщагівка) — капітан команди.

## Клубна кар'єра
Вихованець футбольної школи «Динамо» (Київ) та «Княжа» (Щасливе). Перший тренер — Олександр Шпаков. У чемпіонаті України (ДЮФЛ) грав за команди «Динамо» (Київ), «Зірка» (Київ), «Княжа-ФФБВУФК» (Щасливе).
Виступав у аматорських командах «Оболонь-Бровар» (Київ) та «Локомотив» (Київ). Грав у польській команді «Расел» (Дигово). Улітку 2015 року перебрався до «Буковини», де став одним із ключових захисників чернівецької команди. Проте вже в грудні того ж року він вирішив залишити «Буковину».
1 березня 2016 року став гравцем клубу «Арсенал-Київщина». У серпні того ж року став гравцем іншого друголівого футбольного клубу «Мир» (Горностаївка). З 2017 року виступав за футбольний клуб «Нива» (Тернопіль). У листопаді того ж року за спільною згодою сторін контракт із Антоном був розірваний, в складі «Ниви» провів 19 матчів у всіх турнірах.
У лютому 2018 року прибув на перегляд до складу вінницької «Ниви», з якою в результаті на початку березня підписав контракт. 14 квітня того ж року у складі «Ниви» відзначився першим гол на професіональному рівні, у ворота хмельницького «Поділля». В зимове міжсезоння 2018/19 сезона у вінницькій команді отримав статус вільного агента та став гравцем клубу: «Чайка» (Петропавлівська Борщагівка).

## Досягнення
- Бронзовий призер Другої ліги України (1): 2022/23

## Цікаві факти
- Включений у збірну сезону Другої ліги України 2022/23 за версією Sportarena.com – позиція центральний захисник №1[7].
- Включений у збірну 1-го півріччя сезону Другої ліги України 2023/24 за версією Sportarena.com – позиція центральний захисник №1[8].